# Bataafse Revolutie in Amsterdam

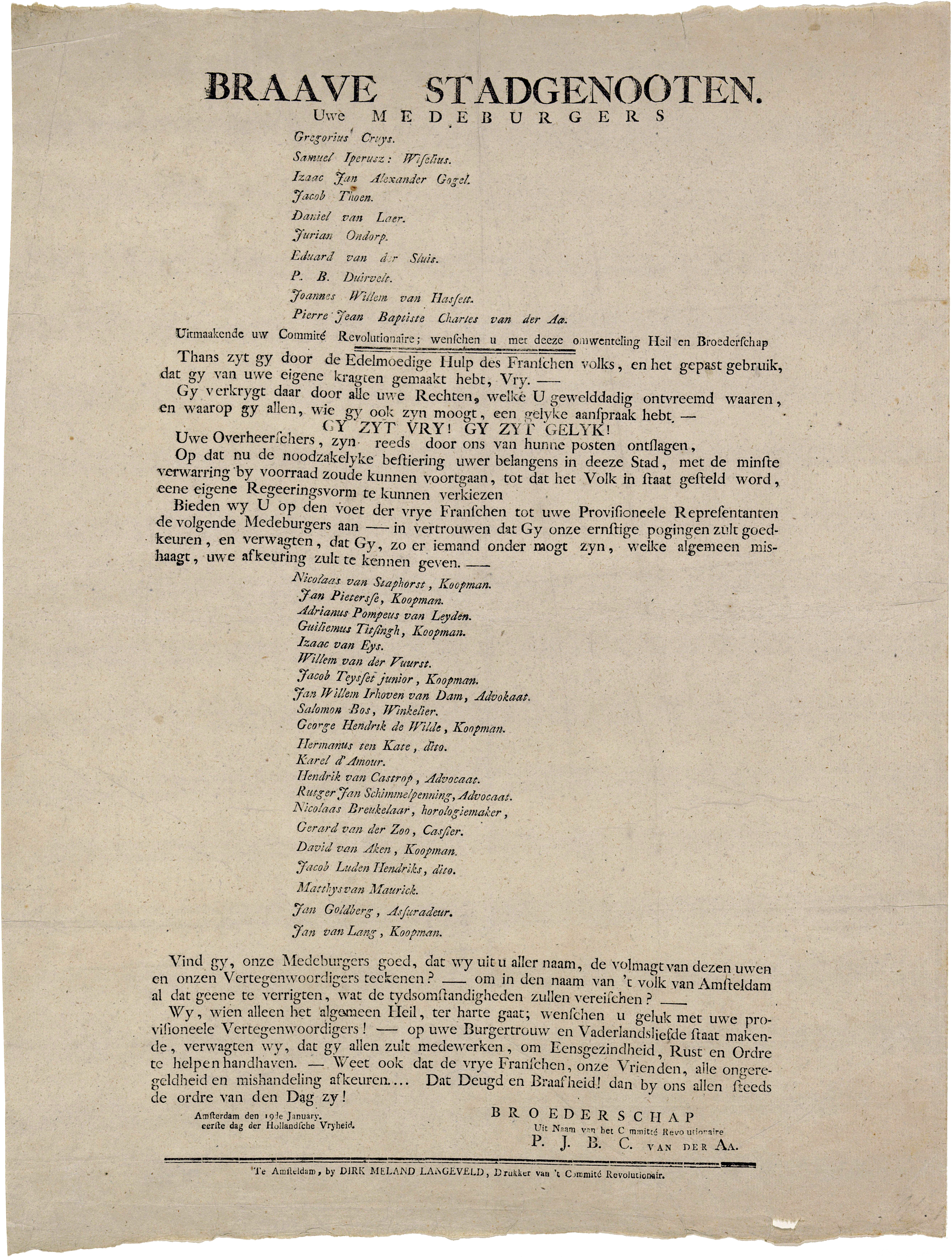
Proclamatie van de Vrijheid

De Bataafse Revolutie in Amsterdam was een machtsovername van deze stad op 18 januari 1795 door het plaatselijke Revolutionair Comité van de nieuwe Bataafse Republiek. Op diezelfde dag vluchtte de stadhouder van de Republiek der Zeven Verenigde Nederlanden, prins Willem V van Oranje-Nassau, het land uit.

## Inleiding
Amsterdam was een broeinest van revolutionair patriottisme tijdens de patriottenrevolutie van 1785-1787. Na de Pruisische interventie van 1787 en de daaropvolgende Oranjerepressie kwam de stad weer in handen van het ancien regime van de stadhouder. De Nederlandse Republiek werd een Anglo-Pruisische vazalstaat waarvan het buitenlands beleid werd bepaald in Londen en Berlijn, terwijl de verbannen patriotten in Pas-de-Calais en Parijs de omverwerping ervan beraamden. Toen de revolutionaire Eerste Franse Republiek op 1 februari 1793 de oorlog verklaarde aan Groot-Brittannië en de Republiek, waren de ballingen een groot voorstander van de opname van het Nederlandse grondgebied. Tijdens de vroege campagne van Vlaanderen vormden de ballingen hun eigen "Batavisch Legioen" dat (net als zijn Belgische equivalent) zij aan zij vocht met de legers van generaal Charles-François Dumouriez onder bevel van generaal Herman Willem Daendels. Ondanks een inval in Noord-Brabant (toen onderdeel van de niet zelfbesturende Generaliteitslanden), mislukte de aanval op de Republiek na de Franse nederlaag bij Neerwinden. Dumouriez liep over naar Oostenrijk.
In 1794 had de campagne meer succes voor de Fransen en hun Bataafse bondgenoten. Noord-Brabant werd opnieuw binnengevallen door het Franse leger onder generaal Jean-Charles Pichegru ⋅ en bezet tot aan de rivier de Waal (rivier). Dit bleek vooralsnog een te grote belemmering voor de Fransen. Niettemin had het Franse succes de in Amsterdam gebleven patriot-partizanen aangemoedigd. Ondanks de waakzaamheid van het politieke beleid van de stadhouder waren ze erin geslaagd geheime genootschappen op te richten, vermomd als 'leesclubs' die revolutionaire propaganda verspreidden, en zich op de opstand voorbereid door in het geheim wapens te vergaren in een arsenaal op het Roeterseiland. Aanvoerders waren Alexander Gogel en Cornelis Rudolphus Theodorus Krayenhoff, deze laatste als militair officier van het Amsterdamse Revolutionaire Comité.
Op 14 oktober 1794 beval de stadhouder (wetende dat er iets aan de hand was) het stadsbestuur van Amsterdam maatregelen te nemen om de orde en rust te bewaren. Het garnizoen onder generaal Gabriel Golovkin werd versterkt met 4000 Britse troepen van het Britse bezettingsleger. Diezelfde dag begon de patriottenopstand. De patriotten dienden een petitie in bij de regenten om te protesteren tegen de inkwartiering van de Britse troepen, en dit moest het signaal zijn voor de opstand. Deze brak niet uit omdat de strategische punten bezet waren met kanonnen en barricades.  De petitie had, onbedoeld, de namen en adressen van de potentiële revolutionairen verstrekt aan de autoriteiten en deze eerstgenoemden werden na 17 oktober opgepakt. Gogel en Krayenhoff ontvluchtten de stad; de laatste trad toe tot het centrale Patriottische Revolutionaire Comité op het Franse hoofdkwartier in 's-Hertogenbosch.

## Overname van het stadsbestuur
Tijdens de winter van 1794 waren Franse troepen op de Waal geweest, klaar om op te rukken. Pas toen de rivier bevroor, in het barre weer dat half december begon, konden ze vooruit. Ze rukten zeer snel op als gevolg van de verbrokkeling van de verdedigingstroepen van de stadhouder en zijn Britse, Pruisische en Oostenrijkse bondgenoten. Een aantal belangrijke steden gaf zich snel gewonnen. Op 16 januari 1795 aanvaardde generaal Joseph Souham de overgave van de stad Utrecht nadat Pruisische troepen onder generaal Ludwig von Wallmoden-Gimborn de gelijknamige provincie hadden geëvacueerd en de Britse bezettingstroepen de stad hadden verlaten "met vrijwel alles wat kan worden verplaatst."

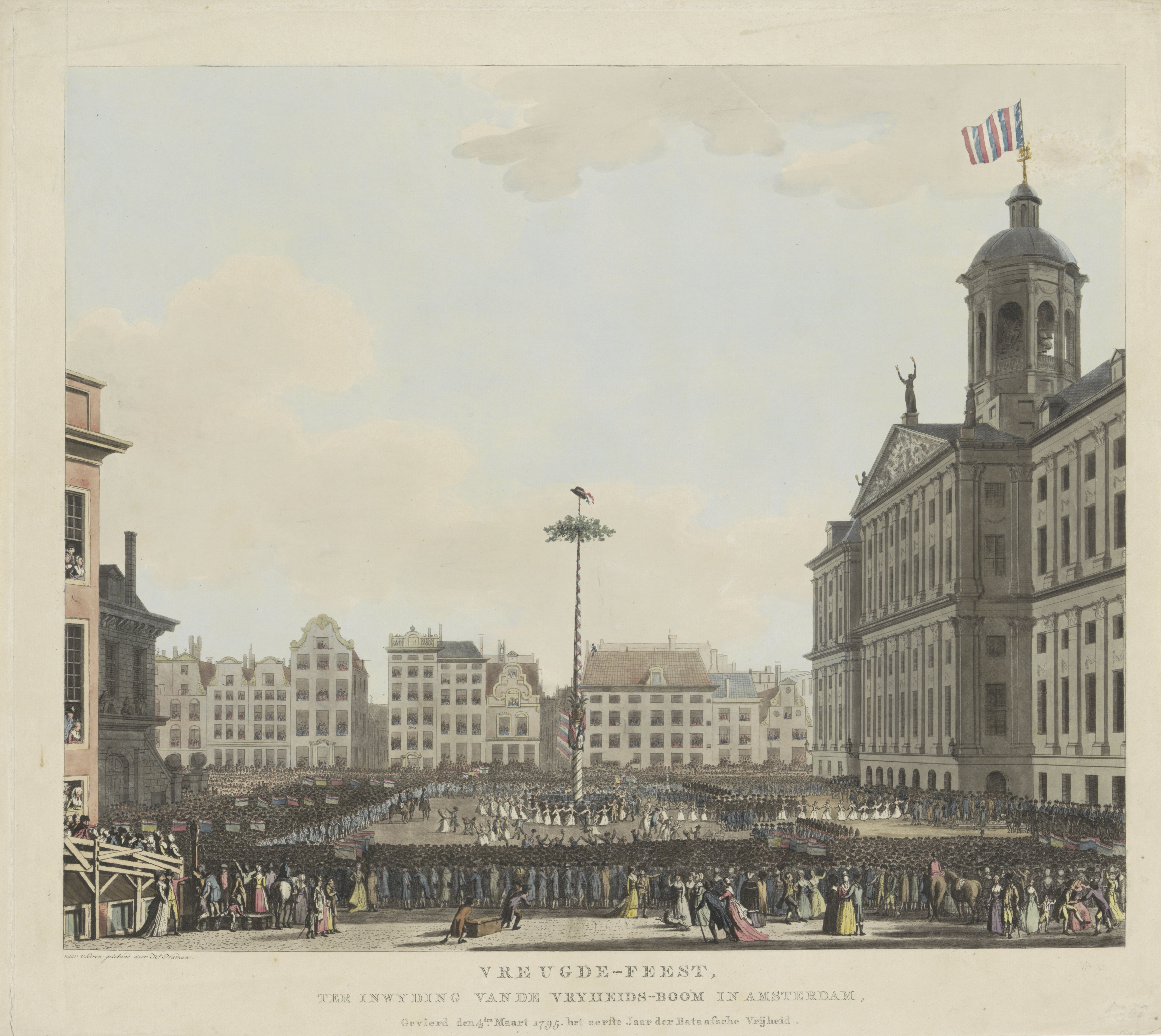
Vrijheidsboom op de Dam (1795, door H. Numan)

Het Bataafse Revolutionaire Comité volgde deze ontwikkelingen met gemengde gevoelens. Zich bewust zijnde van de Franse voorliefde voor annexatie (zoals hun Belgische buren het jaar ervoor hadden ervaren) achtten zij het noodzakelijk dat een grote Nederlandse stad vervolgens door Nederlandse inspanningen zou worden ingenomen, om aan te tonen dat de pretenties van de commissie om onafhankelijk gezag uit te oefenen gevalideerd zou kunnen worden. Amsterdam lag voor de hand. Het nieuws van de val van Utrecht zette de restanten van het Amsterdamse Revolutionaire Comité op 17 januari aan tot actie. Affiches en strooibiljetten verschenen op elke straathoek en de geruchten begonnen de ronde te doen dat de revolutionairen de volgende dag de macht zouden grijpen.
De volgende dag, zondag 18 januari, kwam het Revolutionaire Comité in het geheim bijeen in hun kroeg, een taverne genaamd Het Wapen van Embden aan de Nieuwendijkstraat, vlak bij het stadhuis. Een aanzienlijke menigte verzamelde zich en een deputatie, onder leiding van Gogel, werd aan het hoofd van deze menigte naar het stadhuis gestuurd om wapens te eisen "om de openbare orde te kunnen handhaven". Evenals in oktober vorig jaar liet burgemeester Matthijs Straalman zich niet intimideren en beval het garnizoen. Echter, anders dan in oktober, aarzelde generaal Golovkin nu omdat hij terughoudend was om bloed te vergieten met de Fransen die zo dichtbij waren. Hij was tot een besluit gekomen toen Krayenhoff diezelfde avond in het uniform van een Franse luitenant arriveerde, met de opdracht van het centrale Revolutionaire Comité in Utrecht om het 'illegale' orangistische stadsbestuur te verwijderen.
Golovkin ging onverwachts mee met deze vertoning en gaf de stad in feite toen en daar over aan Krayenhoff. Krayenhoff begaf zich vervolgens naar het stadhuis aan het hoofd van een enorme menigte en eiste de overgave van de stad van Straalman. Deze laatstgenoemde probeerde te stoppen, maar de menigte werd dreigend en uit angst voor zijn persoonlijke veiligheid droeg Straalman om middernacht het commando over het garnizoen over aan Krayenhoff. Amsterdam was "gevallen" aan een ongewapende Nederlandse revolutionair.
Op 19 januari, reed het Amsterdamse Revolutionaire Comité, met Rutger Jan Schimmelpenninck als voorzitter, in een triomfantelijke stoet van rijtuigen naar het stadhuis, waar een proclamatie voorgelezen werd waarin verklaard werd dat de zittende gemeenteraadsleden hun ambt hadden verspeeld. Het beloofde ook in de nabije toekomst democratische verkiezingen voor een nieuw stadsbestuur (de eerste in de geschiedenis van de stad, aangezien deze voorheen altijd door een oligarchie werd bestuurd). Ondertussen kreeg een voorlopige regering van 22 leden de leiding over de stad. Deze voorlopige regering had als eerste opdracht de ontvangst van de Fransen (die hun opmars vanuit Utrecht hadden uitgesteld in blijde verwachting van de uitkomst). De eerste Franse jagers arriveerden die middag onder algemene bijval. De bevolking had inmiddels een vrijheidsboom op de Dam neergezet.

## Nasleep
De nacht ervoor, rond middernacht van 18 januari, volgde stadhouder Willem V zijn vrouw Wilhelmina, die de vorige ochtend in ballingschap was vertrokken, aan boord van een vissersvaartuig op het strand van Scheveningen. Een groot deel van de pro Britse factie van de stad Amsterdam vluchtte samen met de Prins van Oranje, dus er was weinig weerstand tegen de machtswisseling. De Britse legers deden geen moeite om Amsterdam te heroveren, maar trokken zich verder terug richting Bremen – van waaruit ze uiteindelijk in maart 1795 werden geëvacueerd.
Het model van de machtsoverdracht in Amsterdam werd al snel gevolgd in andere Nederlandse steden die nog niet door de Fransen waren bezet. Links en rechts ontstonden revolutionaire comités, die de overgave van de heersende stadsraden aan nieuwe voorlopige regeringen en de ontwapening van de orangistische burgermilities eisten en hun vervanging door "Free Corps"-bedrijven uit de dagen van de patriotopstand van 1785-1787. Zo beleefden onder meer Schiedam, Haarlem en Leeuwarden hun eigen vreedzame revoluties. Alleen het orangistische bolwerk Den Haag hield stand; het orangistische stadsbestuur zocht zijn eigen accommodatie bij de Fransen en het werd pas op 26 februari vervangen.
Het Amsterdams Revolutionair Comité nam het initiatief om op 24 januari een constituerende vergadering bijeen te roepen van vertegenwoordigers van de steden die de kiesdistricten van de Staten van Holland en West-Friesland vormden. Dit resulteerde twee dagen later in de afschaffing van die Staten en hun vervanging door de Provisionele Representanten van het Volk van Holland.

## Vertaling
- Dit artikel of een eerdere versie ervan is een (gedeeltelijke) vertaling van het artikel Batavian Revolution in Amsterdam op de Engelstalige Wikipedia, dat onder de licentie Creative Commons Naamsvermelding/Gelijk delen valt. Zie de bewerkingsgeschiedenis aldaar.